# Константин Лихтенштейнский
Константин Фердинанд Мария Лихтенштейнский (нем. Constantin Ferdinand Maria von und zu Liechtenstein; 15 марта 1972, Санкт-Галлен — 5 декабря 2023, Вадуц) — третий и младший сын князя Ханса-Адама II, предприниматель.

## Биография
Князь Константин родился 15 марта 1972 года в Санкт-Галлене в семье будущего князя Ханса-Адама II и его супруги Марии. У него было два старших брата князья Алоиз (род. 1968) и Максимилиан (род. 1969) и младшая сестра, княгиня Татьяна (род. 1973).
Константин получил среднее образование в Лихтейнштейнской гимназии, а затем поступил в Зальцбургский университет, который закончил в 1997 году, получив степень магистра права.
Получив образование, Константин работал в Raiffeisen Private Equity Management, а затем в американском инвестиционном банке Brown Brothers Harriman & Co. Затем он перешёл работать в Grünwald Equity Beteiligungs-GmbH, где стал управляющим партнёром, в качестве которого был до 2011 года.
В 2012 году принц Константин возглавил семейный Фонд принца Лихтейнштейна в качестве генерального директора и председателя совета директоров.
C 2020 по 2023 годы Константин возглавлял Liechtenstein Group.
Скоропостижно скончался 5 декабря 2023 года в Вадуце  в возрасте 51 года.

## Семья
С 1999 по 2023 год был женат на графине Марии Габриэле Францишке Келноки де Короспатак (род. 1975). У супругов трое детей (2 сына и дочь):
- князь Мориц Эмануэль Мария Лихтенштейнский (род. 27 мая 2003);
- княгиня Джорджина Максимилиана Татьяна Мария Лихтенштейнская (род. 23 июля 2005);
- князь Бенедикт Фердинанд Хубертус Мария Лихтенштейнский (род. 18 мая 2008).